# 洛里斯·法奇
洛里斯·法奇（義大利語：Loris Facci，1983年8月13日—），意大利男子游泳运动员。他曾代表意大利参加世界游泳锦标赛，获得一枚铜牌。他也曾参加2004年和2008年夏季奥林匹克运动会。